# Richting zon
Richting zon is een sciencefictionverhaal geschreven door de Brit Christopher Priest in 1970. Het werd origineel onder de titel The perihelion man uitgegeven in 1974 in de verzamelbundel Real-Time World. In het Nederlandse taalgebied verscheen het in de bundel Vuurstorm bij Born NV Uitgeversmaatschappij in de serie Born SF (1978).  

## Het verhaal
Ruimtevaarder Jason Farrell wordt afgedankt door de Dienst Ruimtevaart van Aardse Alliantie (DRAA). De Aardse Alliantie is de opvolger van de Verenigde Naties, als de koude Oorlog eindelijk ten einde is. Hij voldoet niet meer aan de strenge eisen, die aan ruimtevaarders worden gesteld, maar in wezen komt het neer op leeftijdsdiscriminatie. Zodra het definitief ontslag rond is, wordt hij echter door de Dienst Duurzame Ontwapening (DDO) gevraagd om mee te werken met het opruimen van oude nog bewapende satellieten. Er heerst dan wel vrede tussen de mensen op Aarde, Maan en Mars, niemand wilde toen de vrede gesloten werd het oude wapentuig opruimen. Er werd een telling gemaakt van de nog aanwezige apparatuur en vervolgens werd die in de la gestopt. Echter bij een hertelling van de DDO komt men erachter dat een deel van de satellieten vermist wordt. Na enig zoekwerk blijken de kunstmanen gestolen te zijn en te zweven in een ring om de zon tussen de planeten Mercurius en Venus. Farrell wordt er richting zon op uitgezonden om de kunstmanen terug te brengen. Hij heeft bewezen bestand te zijn tegen een behoorlijke warmte. Hij stuit op verzet van een onbekend bewakingsvaartuig, dat van Venus afkomstig blijkt te zijn. Farrell vernietigt het bewakingsvaartuig en meldt zich weer op Aarde met een deel van de kunstmanen. Daar blijken de Venusbewoners inmiddels huis te houden. Ze willen de Aarde veroveren en hebben de stad Melbourne vernietigd. Zolang er geen overgave is van de Aardse Alliantie zullen steeds meer steden vernietigd worden. Ze maken daarbij gebruik van het oude Aardse wapentuig. Farrell als oude rot in het vak stelt voor de Venusschepen zo te laten manoeuvreren dat ze door een kernbom in hun midden tegelijkertijd uitgeschakeld kunnen worden. Opnieuw vliegt Farrell dan richting zon, ditmaal een thermonucleaire (kunstmatige) zon. 